# 硫磺岳
硫磺岳（日语：／）或库德里亚维火山（俄语：Вулкан Кудрявый）是梅德韦日山脉的活火山，属北海道根室振兴局或萨哈林州库里尔斯克区，海拔991米，最后一次喷发在1999年。